# Spilosoma sotiriadis
Spilosoma sotiriadis là một loài bướm đêm thuộc phân họ Arctiinae, họ Erebidae.